# Strandkogleaks
Strandkogleaks også Strand-Kogleaks (Bolboschoenus maritimus) er en art af blomstrende planter fra halvgræsfamilien Cyperaceae. Den findes i vådområder ved havet over store dele af verden, og er almindelig, hvor der er saltpåvirkning. Den bliver op til 1,5 meter høj med en trekantet stængel og en karakteristisk blomsterstand bestående af en tæt samling af 1-3 cm lange brune, kortstilkede aks. Den formerer sig via en krybende jordstængel med knolde, hvorfra der kommer vegetative skud 
Det er udbredt over meget af tempereret og subtropisk Afrika, Asien, Europa, Nordamerika, Sydamerika og forskellige øer.